# Callipseustes
Callipseustes là một chi bướm đêm thuộc họ Geometridae.